# Sehschärfe

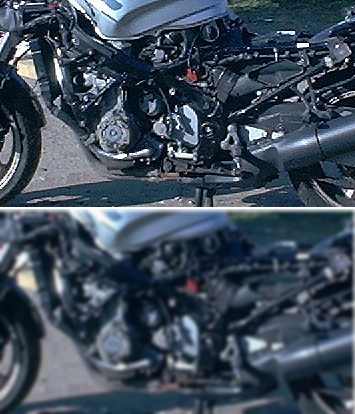
Scharfes (oben) und unscharfes Bild (unten) zur Illustration der unterschiedlichen Detaillierung. Sehschärfe bezieht sich aber nicht auf die wahrgenommene Schärfe des Bildes; bei erniedrigter Sehschärfe wird das Bild z. B. nicht notwendigerweise als unscharf wahrgenommen.

Mit Sehschärfe (auch: Visus, Acies visus, Minimum separabile) bezeichnet man das Ausmaß der Fähigkeit eines Lebewesens, mit seinem Sehorgan Konturen und Musterdetails in der Außenwelt als solche wahrzunehmen. Zur Begriffsklärung bedarf es der Unterscheidung weiterer wesentlicher Merkmale.
Ein Maß für die (zentrale) Sehschärfe im Hellen ist der Visus; er ist der Kehrwert der kleinsten erkennbaren Lücke im Standard-Prüfzeichen (dem Landoltring, s. u.). Beim Menschen wird sie mittels eines Sehtests bestimmt. Selbst kann man sie z. B. an freisichtigen Doppelsternen, den sogenannten Augenprüfern, ermitteln.

## Differenzierung

### Minimum visibile
Unter Minimum visibile versteht man die Grenze der Sichtbarkeit. Diese wird dann erreicht, wenn sich Objekte, die betrachtet und auf der Netzhaut abgebildet werden, nicht mehr als Kontur und Kontrast von der sie umgebenden Leuchtdichte abgrenzen. Dies bedeutet, dass die Erkennbarkeit von Außenobjekten im Wesentlichen von der Fähigkeit des visuellen Systems abhängt, Helligkeitsunterschiede wahrzunehmen.

### Minimum discriminibile
Mit Minimum discriminibile bezeichnet man die Erkennbarkeitschwelle für kleinste Unterschiede von Außenobjekten. In Prüfsituationen geht es hier beispielsweise um die Klärung, ob es sich beim Betrachten einer Linie um eine durchgehende Linie oder um eine so genannte Noniusanordnung handelt (Noniussehschärfe, engl.: Vernier acuity oder Hyperacuity), ob eine minimale Ortsänderung (Bewegung) oder auch eine Orientierungsänderung (Verkippung) zweier Objekte zueinander stattgefunden hat.

### Minimum separabile
Das Minimum separabile (Synonyme: anguläre Sehschärfe, Visus) erfordert neben einer relativen Lokalisation eine Trennung eng benachbarter Konturen, die durch minimale Leuchtdichte-Unterschiede auf der Netzhaut eben noch als getrennt wahrgenommen werden können. Hierbei überlagern sich die Leuchtdichteverteilungen der benachbarten Objekte umso mehr, je enger die Muster im Außenraum nebeneinander liegen.
Diese Überlagerung verursacht z. B. den Unterschied zwischen der idealen Sehschärfe (beim Menschen 0,5 bis 2′) und der praktischen Erkennbarkeit von Doppelsternen (bei sogenannten Augenprüfern etwa 3 bis 10′), je nach ihrer Helligkeit.

### Minimum legibile
Das Minimum legibile ist die Lesesehschärfe. Sie unterscheidet sich von den anderen Sehschärfenvarianten durch die Miteinbeziehung gespeicherter Formen von Optotypen als Wortbestandteile. Daher ist ihr Wert in der Regel auch höher als der Wert der anderen Sehschärfenarten, weil hier Wörter nicht nur erkannt, sondern auch nach dem Sinne des Kontextes eingeordnet werden.

## Einheiten
Die Winkel-Sehschärfe (angulare Sehschärfe) ist das Auflösungsvermögen, bei dem zwei Sehobjekte noch als getrennt wahrgenommen werden (Minimum separabile). Die Auflösung von 1′ (einer Winkelminute) entspricht einer Ortsauflösung von etwa 1,5 mm bei 5 m Abstand. Je kleiner die Winkel-Sehschärfe ist, desto besser ist die Sehschärfe.
Die dimensionslose Eigenschaft Visus wird definiert, indem die Bezugsgröße 1′ in Beziehung zur individuellen Winkel-Sehschärfe gesetzt wird.
Visus = 1′ / (individuelle Winkel-Sehschärfe)
Beispiel: wenn eine Person Punkte erst bei einem Winkelabstand von 2′ trennen kann, hat sie einen Visus von 0,5.
Statt Winkel können auch Entfernungen bestimmt werden. Wenn man als Bezugsgröße den Abstand d wählt, bei dem man zwei Punkte unter einem Winkel von 1′ sieht, dann ist:
Visus = individueller Abstand / d
Beispiel: wenn eine Person erst im Abstand von 6 m die Punkte getrennt sehen kann, die bei 12 m einen Winkelabstand von 1′ haben, hat sie einen Visus von 6/12 = 0,5.

### Vergleich zwischen Spezies (in Winkel-Minuten)
- Wanderfalke: 0,4′
- Mensch (Fovea): 0,4′ bis 2,0′ (1′ = 3 cm auf 100 m)
- Katze: 5′
- Frosch: 7′
- Elefant: 10,3′
- Ratte: 40′
- Kapuzenratte: 20'[2][3][4]

Siehe Linsenauge zum Vergleich der Sehschärfen anderer Tiere.
Komplexaugen:
- Honigbiene: 60′
- Einsiedlerkrebs: 270′
- Taufliege: 540′

### Visusangaben in Prozent
Vielfach wird zur Beschreibung des Visus eine Prozentzahl angegeben.
Visus = 100 % × 1′ / (individuelle Winkel-Sehschärfe)
Eine solche Angabe scheint zwar leichter verständlich und wird zur vermeintlich besseren Verständigung gegenüber Patienten in der Regel verwendet. Bei genauer Betrachtung ist sie allerdings irreführend; es existieren dabei vier Probleme:
1. Der Prozentwert hat keinen inhaltlich klaren Bezug (Prozent wovon?);
2. Es wird der Eindruck erweckt, die Stufen hätten gleiche subjektive und objektive Bedeutung (Gleichabständigkeit, s. Intervallskala); tatsächlich haben aber Verluste im unteren Bereich der Skala eine weit höhere Bedeutung;
3. 100 % kann als höchste erreichbare Sehschärfe missverstanden werden („volle Sehschärfe“); letztere ist aber fast doppelt so hoch;
4. Es scheint einen Nullpunkt zu geben (s. Verhältnisskala), das ist aber physikalisch nicht möglich.

Der Gebrauch dieser Prozentangabe wird jedoch auch nahegelegt durch die Tatsache, dass ein Auflösungsvermögen von 1 Bogenminute innerhalb des Normbereichs jeder Altersgruppe liegt und deshalb ein Visus von „100 %“ regelmäßig als (noch) normal betrachtet werden kann. Im deutschen Sozialrecht ist dementsprechend, unabhängig vom Alter, ein Visus von 1,0 als nicht eingeschränkt definiert.

## Bedeutung der Sehschärfe
Die Sehschärfe ist der wichtigste bestimmbare Parameter des Sehsinns.
Der normale Visus ist altersabhängig und liegt bei einem 20-jährigen Menschen bei 1,0 bis 1,6, bei einem 80-jährigen bei 0,6 bis 1,0.
Der Visus ist in der Augenheilkunde der Zielparameter, dessen Verbesserung oder Erhalt mit den meisten ophthalmologischen Maßnahmen angestrebt wird. Zahlreiche rechtliche Vorschriften, die die Eignung für die Bedienung gefährlicher Geräte (zum Beispiel Kraftfahrzeuge) oder für bestimmte Berufe (zum Beispiel Polizist) festlegen, verlangen bestimmte Mindest-Visuswerte. Ebenso richten sich Leistungen privater und gesetzlicher Unfallversicherungen für Augenschäden und die Zahlung des gesetzlichen Blindengelds in erster Linie nach dem Visus.

### Deutliche Sehweite
Nicht zu verwechseln mit der Sehschärfe ist der Begriff der deutlichen Sehweite, auch Bezugssehweite oder Normsehweite genannt. Sie ist  festgelegt auf 250 mm. Die Bezugsgröße ist erforderlich, um beispielsweise den Vergrößerungsfaktor einer Lupe zu definieren.

## Physiologie der Sehschärfe

Sehschärfe in Abhängigkeit von der Netzhautstelle (auf dem horizontalen Meridian und auf 1.0 normiert; die Funktion entspricht einer Hyperbel)

Die Sehschärfe des Menschen ist abhängig von:
- der Abbildungsqualität auf der Netzhaut, welche bestimmt wird durch
  - die brechenden Medien des Auges – Hornhaut, Kammerwasser, Linse und Glaskörper –
  - und die Refraktion des Auges
  - sowie den Brechungsindex des Mediums, das von außen an die Hornhaut grenzt (Luft, Wasser);
- den optischen Eigenschaften des Objekts und seiner Umgebung (Kontrast, Farbe, Helligkeit);
- der Form des Objekts, denn das die Netzhautsignale verarbeitende zentrale Nervensystem ist in der Lage, bestimmte Formen (wie horizontale und vertikale Geraden, rechte Winkel, in einer Flucht liegende Linien bei einem Nonius) höher aufzulösen als es allein nach dem Auflösevermögen der Netzhaut zu erwarten wäre;
- der Netzhautstelle, mit der fixiert wird;
- dem Auflösungsvermögen des Augapfels.

Bei der praktischen Messung des Visus spielt außerdem die Fähigkeit, den Seheindruck zu beschreiben, eine wesentliche Rolle.
Die Größe der Augen-Pupille begrenzt die Auflösung des Augapfels physikalisch, physiologisch sind es die Dichte der Rezeptoren (Stäbchen und Zapfen) und die Signalverarbeitung durch Ganglienzellen der Netzhaut (s. deren rezeptive Felder). Die Auflösung erreicht ihren höchsten Wert bei ausreichender Helligkeit im Zentrum der Fovea centralis („Sehgrube“), also bei zentraler Fixation. Der Bereich höchster Sehschärfe (das „foveale Bouquet“) umfasst nur etwa 8 bis 16 Winkelminuten, ist also noch wesentlich kleiner als die Foveola, die etwa 1,4° durchmisst. Von dort aus ist es eine kontinuierliche Abnahme, etwa in Form einer Hyperbel (s. Abbildung). Bei einer exzentrischen Fixation von etwa 1° hat die periphere Sehschärfe bereits auf die Hälfte abgenommen.
Bei der Geburt ist die Sehschärfe des Kindes noch nicht voll entwickelt. Sowohl die Netzhaut als auch die Sehrinde des Kortex entwickeln sich in den ersten Lebensjahren.

## Untersuchung und Methoden

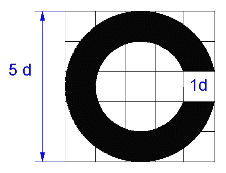
Landoltring, nach DIN-Norm

Snellen-E

Die Bestimmung der Sehschärfe geschieht üblicherweise mit Methoden der Psychophysik. Den Probanden werden Sehzeichen präsentiert, und aus ihren Antworten ist zu ersehen, ob sie sie richtig erkannt haben. Daneben existieren auch objektive Verfahren, die die unwillkürlichen Reaktionen auf kleiner werdende Reizmuster bewerten, und so eine Beurteilung des Visus zulassen. Hierzu gehört beispielsweise die Prüfung des optokinetischen Nystagmus oder das Preferential Looking bei Kleinkindern und Säuglingen.
In Deutschland wird der Visus meist mit Hilfe von projizierten Sehzeichen definierter Größe, Helligkeit, Form und definierten Kontrasts bestimmt. Die Verwendung eines Projektors anstelle einer Tafel hat den Vorteil der Unabhängigkeit von der Prüfentfernung. Für eine reproduzierbare Visusprüfung existieren DIN-Vorschriften. Danach ist das Norm-Sehzeichen der sogenannte Landoltring, ein Ring definierter Breite mit einer Lücke von derselben Breite, die in acht verschiedenen Richtungen angeordnet sein kann. Durch das Erkennen der Richtung der Lücke zeigt der Untersuchte, dass sein Auflösungsvermögen mindestens der Breite der Lücke entspricht. In der Praxis werden allerdings wegen der leichteren Verständigung meist genormte Abbildungen von Zahlen als Sehzeichen verwendet. Es existieren weitere genormte Sehzeichen, so das Snellen-E,
der Pflüger-E-Haken, bei dem der mittlere Strich kürzer ist, sowie andere, die für die Visusprüfung von Analphabeten und Kindern im Vorschulalter sowie für die nicht-verbale Verständigung geeignet sind. Auf den meisten Sehzeichenprojektoren werden Zeichen bis zu einer Visusstufe von 0,05 (entsprechend ca. 0,3°) angeboten. Dies ist in der mit zunehmender Sehschwäche anwachsenden Messungenauigkeit begründet. Für noch geringere Visuswerte werden Sehprobentafeln verwendet (s. u.) bzw. Fingerzählen, Handbewegungen und Lichtquellen benutzt.
Bei der Bestimmung des Visus wird zwischen demjenigen mit Korrektur, wie Brille oder Kontaktlinse, und demjenigen ohne Korrektur unterschieden. Dabei bezeichnet man die Sehschärfe ohne Korrektur auch als Rohvisus. Häufig werden auch die Abkürzungen s.c. (sine correctione, lateinisch für „ohne Korrektur“) und c.c. (cum correctione, lateinisch für „mit Korrektur“) verwendet. Diejenige optische Korrektur, die den höchsten Visuswert ergibt, wird häufig als die „beste Korrektur“ bezeichnet. Die Möglichkeit der optischen Korrektur bewirkt, dass der Visus unabhängig von den Brechungseigenschaften des Auges ist. Der Visus im Sinne der obigen Definition ist also der Visus mit bester Korrektur.
Mit einer Sehschärfe trotz optimaler Brillen- oder Kontaktlinsenkorrektur von weniger als 1/50 = 0,02 (ermittelt mit Sehprobentafeln) auf dem besseren Auge gilt eine Person im Sinne des Sozialgesetzbuchs in Deutschland als blind, für die Weltgesundheitsorganisation (WHO) ab einer Sehschärfe von 3/60 = 0,05 oder weniger.

### Sehprobentafeln
Bei der Verwendung von Sehprobentafeln muss, wegen der unveränderlichen Größe der Sehzeichen, auf das genaue Einhalten der Prüfentfernung geachtet werden. Des Weiteren ist das Einhalten der richtigen (recht hellen) Beleuchtung der Tafel wichtig, da die Sehschärfe wesentlich von der Leuchtdichte des weißen Hintergrunds abhängt. Nach der 2009 eingeführten DIN-Norm 58220 soll die Prüfleuchtdichte 80–320 cd/m² betragen. Eine bekannte Sehprobentafel ist der Snellen-Index, erstellt vom niederländischen Ophthalmologen Herman Snellen, bei dem kleiner werdende Buchstaben und Zahlen gelesen werden müssen. Es gibt auch hier diverse andere Tafeln.
Sehprobentafeln sind auf eine Normentfernung geeicht. Der Visus wird durch einen Bruch ermittelt. Im Zähler steht die Ist-Entfernung, also die Entfernung, aus der der Untersuchte das Sehzeichen erkennt. Im Nenner steht die Normentfernung, die Entfernung, bei der ein Mensch mit einer Sehschärfe von 1,0 dasselbe Sehzeichen erkennen könnte. Gemessen wird die Entfernung entweder im metrischen System oder bei Snellen im englischen Foot-Maß, die ineinander umgerechnet werden können. Häufig erfolgt die Angabe der Sehschärfe als Dezimalzahl.
| Visus    | Visus   | Visus   | Winkel in Minuten | Besonderheit   |
| Metrisch | Dezimal | Snellen | Winkel in Minuten | Besonderheit   |
| -------- | ------- | ------- | ----------------- | -------------- |
| 6/3      | 2,0     | 20/10   | 0,5′              |                |
| 6/4,5    | 1,33    | 20/15   | 0,75′             |                |
| 6/6      | 1,0     | 20/20   | 1′                | Norm-Wert      |
| 6/7,5    | 0,8     | 20/25   | 1,25′             |                |
| 6/9      | 0,67    | 20/30   | 1,5′              |                |
| 6/12     | 0,5     | 20/40   | 2′                |                |
| 6/15     | 0,4     | 20/50   | 2,5′              |                |
| 6/30     | 0,2     | 20/100  | 5′                |                |
| 6/60     | 0,1     | 20/200  | 10′               |                |
| 6/120    | 0,05    | 20/400  | 20′               | blind laut WHO |
| 6/300    | 0,02    | 20/1000 | 50'               | blind laut SGB |

Sehprobentafel

Ablese-Beispiel: Erkennt ein Patient ein Zeichen aus der Entfernung von 6 Metern bzw. 20 Fuß, für das die Normentfernung 30 Meter bzw. 100 Fuß beträgt, so ist sein Visus metrisch 6/30, dezimal 0,2, Snellen 20/100, was in jedem Fall 5 Winkelminuten entspricht.

### Kontureninteraktion, Crowding
Sehzeichen, die eng nebeneinander stehen, können weniger gut erkannt werden, da dicht benachbarte Konturen das Auflösungsvermögen beeinträchtigen (Trennschwierigkeiten oder Crowding.). Dies kann bei Reihenoptotypen eine Verschlechterung von bis zu einer Visusstufe ausmachen. Bei Amblyopie, Nystagmus oder ungenügend korrigierter Ametropie können die Unterschiede zwischen Reihen- und Einzeloptotypen sogar ganz erhebliche Auswirkungen haben. Bei Landoltringen ist deshalb ab einer Sehschärfe von 0,32 und für alle größeren Sehzeichen ein Mindestabstand der Optotypen zueinander vorgeschrieben, der größer als 35 Winkelminuten sein soll. Diese Entfernung liegt (beim fovealen Sehen) außerhalb der Zone von Konturinteraktionen. Bei kleineren Sehzeichen ab einem Visus von 0,4 wird jedoch lediglich der zweifache Durchmesser des Landoltrings als Abstand der Sehzeichen untereinander gefordert. Damit geraten sie in die Interaktionszone. Aus diesem Grunde wurden für klinische Untersuchungen spezielle Tests mit Landoltringen (C-Test) entwickelt, die eine klare Trennung zwischen Einzel- und Reihensehzeichen aufweisen. Hierbei sind bei den Einzeloptotypen alle Sehzeichen durch alle Visusstufen hindurch mindestens 35 Winkelminuten voneinander entfernt. Bei den Reihenoptotypen beträgt der Abstand durch alle Visusstufen hindurch exakt 2,6 Winkelminuten. Die Prüfdistanz liegt in beiden Fällen bei 40 cm.

### Differentialdiagnostik
Zur Beurteilung, ob die Sehschärfe eines Probanden refraktionsbedingt, also auf Grund einer nicht oder nur unzureichend korrigierten Fehlsichtigkeit (Ametropie) vermindert ist, oder ob dies durch organische oder funktionelle Probleme verursacht wird, kann die Verwendung einer stenopäischen Lücke sinnvoll sein. Eine Möglichkeit, organisch bedingte Sehminderungen von funktionellen zu unterscheiden, ist der so genannte Ammann’sche Grauglastest.